# Орден крові
Орден крові (нім. Blutorden; офіціально нім. Medaille zur Erinnerung an den 9. November 1923 — в пам'ять про Пивний путч 9 листопада 1923 року — медаль, встановлена 15 березня 1934  Адольфом Гітлером.
Медаллю нагороджувались учасники Пивного путчу. Всі медалі пронумеровані і підбір кандидатів на нагородження відбувався дуже уважно. Стрічка ордена крові носилась під кнопкою правої нагрудної кишені мундира. В травні 1938, критерії для нагородження були розширені. Таким чином, медаллю могли нагороджуватись:
- особи, що були засуджені за націонал-соціалістичну діяльність до 1933 року;
- особи, засуджені до смерті, що було замінено на довічне ув'язнення, за націонал-соціалістичну діяльність до 1933 року;
- особи, що отримали декілька поранень під час служби НСДАП до 1933 року.

Крім того, нагорода також вручалась згідно особистого розпорядження Адольфа Гітлера.
Медаллю були нагороджені 2 жінки: одна учасник путчу, друга — посмертно за видатну службу.
Якщо нагороджений виходив з партії, медаль мала бути здана.
Всього було нагороджено 3 800 осіб, з них близько 1 500 — за безпосередню участь в «Пивному путчі».

## Дизайн
На лицьовій стороні зображений орел з вінком в кігтях. Всередині вінка — дата 9 листопада. Правіше напис «München 1923–1933».
На зворотній стороні: Фельдхеррнхалле (місце, де був зупинений «Пивний путч»), свастика і надпис «UND IHR HABT DOCH GESIEGT» («І все ж ви перемогли»).
Медаль виготовлялась зі срібла, кріпилась до червоної стрічки з білою окантовкою.

## Відомі нагороджені
Перші 16 нагороджених:
- Адольф Гітлер — орден без номера
- 01. Ернст Рем — позбавлений нагороди після Ночі довгих ножів.
- 02. Рудольф Гесс
- 03. Генріх Гіммлер — позбавлений нагороди 28 квітня 1945 року.
- 04. Йозеф Зейдель
- 05. Фріц Крауссер
- 06. Еміль Кеттерер
- 07. Вільгельм Брюкнер
- 08. Адольф Гюнляйн
- 09. Йозеф Берхтольд
- 10. Йозеф Дітріх
- 11. Гюнтер Кортен
- 12. Вільгельм Редер
- 13. Людвіг Фюргольцер
- 14. Вільгельм Гельфер
- 15. Ганс Бунге

Останнім нагородженим був Рейнгард Гейдріх (червень 1942; посмертно).

## Сучасний статус нагороди
Відповідно до закону Німеччини про порядок нагородження орденами та про порядок носіння від 26 липня 1957 року (нім. Gesetz uber Titel, Orden und Ehrenzeichen) носіння ордена крові забороняється у будь-якому вигляді.

## Галерея
Фотографії нагороджених із стрічкою ордена на нагрудній кишені.

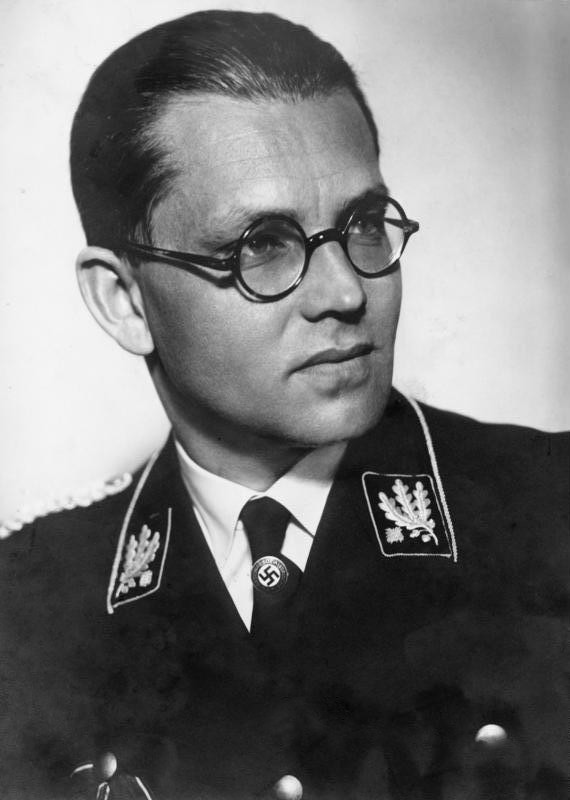
Обергруппенфюрер СС Філіпп Боулер (1936).
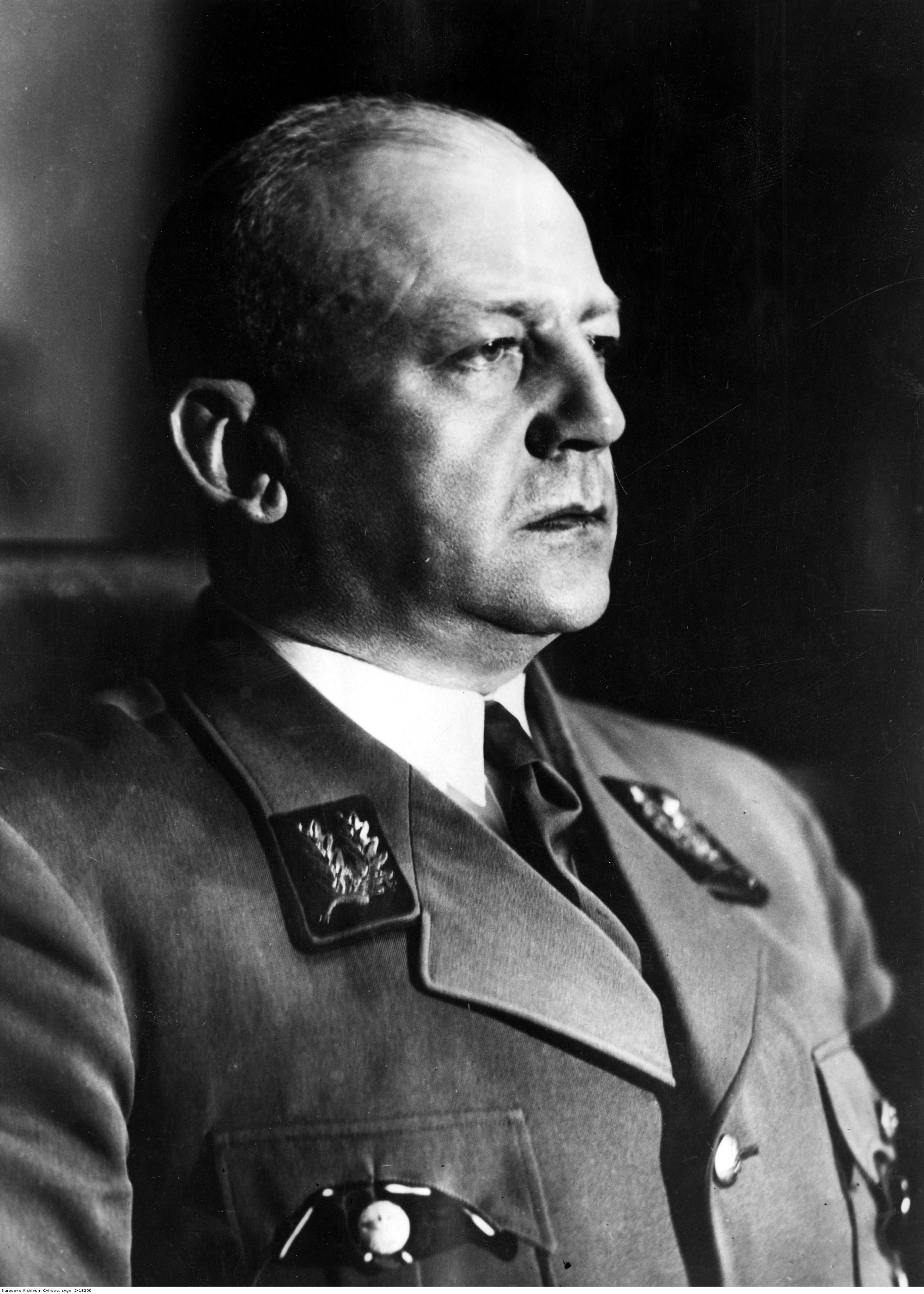
Гауляйтер Адольф Вагнер.
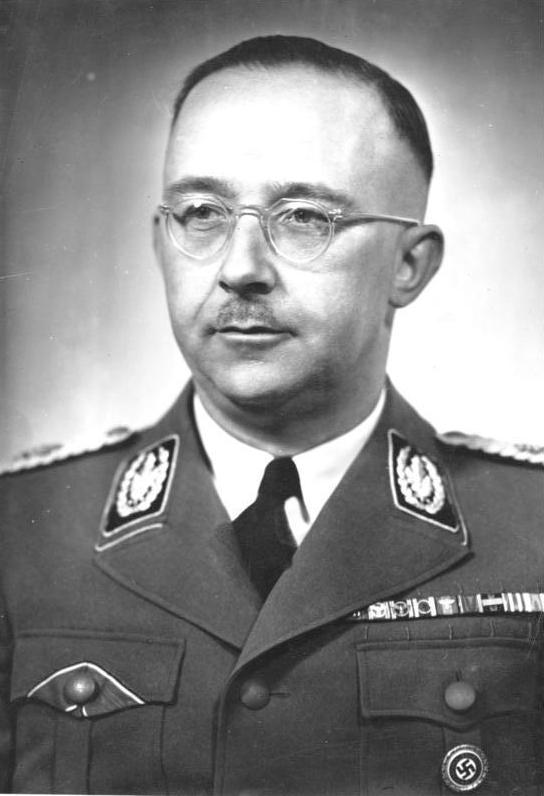
Рейхсфюрер СС Генріх Гіммлер (1942).
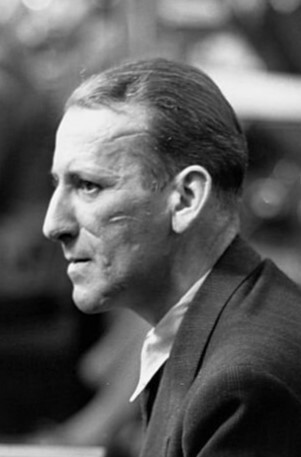
Обергруппенфюрер СС, генерал військ СС і поліції Ернст Кальтенбруннер.
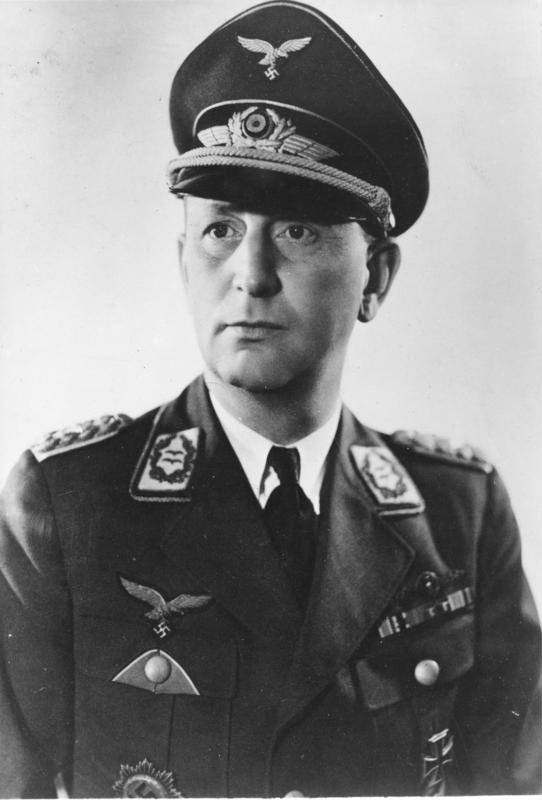
Генерал-лейтенант люфтваффе Вернер Крайпе (2 серпня 1944).
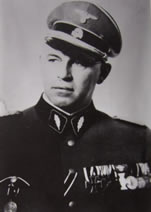
Штандартенфюрер СС Йозеф Майзінгер.
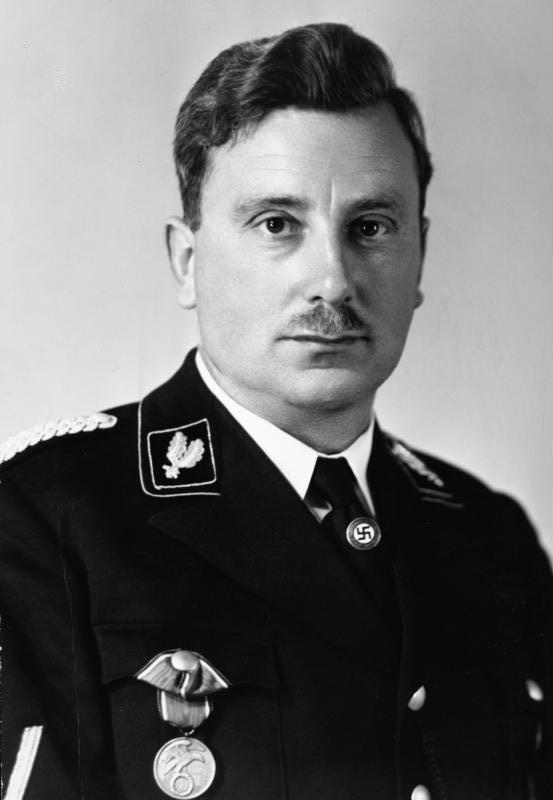
Оберфюрер СС Еміль Моріс.
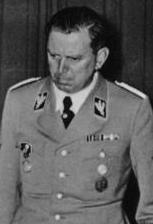
Группенфюрер СС Юліус Шауб (30 вересня 1938).